# Savič
Savič je priimek v Sloveniji in tujini. Po podatkih Statističnega urada Republike Slovenije je na dan 1. januarja 2011 v Slovenji uporabljalo ta priimek 89 oseb.  

## Znani slovenski nosilci priimka
- Brigita Skela Savič (*1966), dekanja Fakultete za zdravstvene vede Jesenice
- Daniela Savič, rokometašica
- Domen Savič, komunikolog, spletni aktivist
- Drago Savič (*1949), hokejist
- Igor Savič, novinar in urednik
- Nada Savič, kegljavka
- Rada Savič, kegljavka

## Znani tuji nosilci priimka
- Aleksander Nikolajevič Savič (1810—1883), ruski astronom
- priimek Savić